# ブタバナスカンク属
ブタバナスカンク属(Hog-nosed Skunk、学名Conepatus)は食肉目スカンク科に属する4属のうちのひとつの名称である。スカンク科の他の属と同様に肛門の両脇に臭腺を有しており、敵に対して強い悪臭を放つ分泌液を噴出することで知られる。

## 概要
体長が46cmから90cm、体重が1.1kgから4.5kgとスカンク科の中でもそのサイズは最大級であり、がっしりとした体格をしている。前脚が頑丈で山岳地帯での生息にも適しており、メキシコに生息するアメリカブタバナスカンク(C. leuconotus)に関していえば高度10,000フィート(おおよそ3,000m)までその生息域が確認されている。
前方に突き出した口吻をもち、ブタのような形状の鼻をもっていることからこのように名付けられた。アメリカ合衆国テキサス州では「鼻で地面を掘るスカンク(The rooter skunk)」としても知られており、地面を掘るのに適した爪をもっている。地中に潜む昆虫類を好んで食べるが、その他植物や小型の齧歯動物なども食べることが知られている。
ブタバナスカンク属がもつ毛の質は他の種と比べると粗い。ブタバナスカンク属に属する4種のうち、アメリカブタバナスカンクは黒を基調とし、背全体が白で覆われた毛皮をもつ。このことから英語では「White-backed hog-nosed skunk」と呼ばれることもある。それ以外の3種は頭頂部から尻尾にかけて二本に分かれた白い縞が走る。尻尾は全体的に白い毛で覆われる。またシマスカンクやセジロスカンクにみられるような、鼻尖から額にかけて走る白線の模様はみられない。
外敵が襲ってきた際、ブタバナスカンクは後ろ脚で立ち上がり、力強く前脚を下して地面を打ち鳴らす特徴的な警告動作を行う。またシューッという音を立てて威嚇したり、前脚を使って相手に土をかけたりする仕草もブタバナスカンク特有に見られるものである。相手がこれらの警告を無視した場合に分泌液を噴射する。

## 分類
ブタバナスカンク属には4種が存在する。
- アメリカブタバナスカンク (学名: C. leuconotus, 英名: American hog-nosed skunk, White-backed hog-nosed skunk)
- アマゾンスカンク (学名: C. semistriatus, 英名: Striped hog-nosed skunk)
- アルゼンチンスカンク (学名: C. chinga, 英名: Molina's hog-nosed skunk)
- パタゴニアスカンク (学名: C. humboldtii, 英名: Humboldt's hog-nosed skunk)

最新の研究によれば、アルゼンチンスカンク(C. chinga)とパタゴニアスカンク(C. humboldtii)は同一種とみなし、3種とするべきだとする見解もある。